# Cephalopholis fulva
Cephalopholis fulva, chamada popularmente de piraúna, catuá ou garoupinha é um peixe perciforme da família dos epinefelídeos (Epinephelidae), endêmico de zonas costeiras da América do Norte, América Central, Caribe e América do Sul, no Oceano Atlântico.

## Etimologia
O nome popular piraúna deriva do tupi pira'una, no sentido de "peixe, espécie de serra", derivado de pi'ra (peixe) + una (preto, negro). Foi registraeo em ca. 1631 como pirauna. Catuá tem provável origem tupi.

## Descrição morfológica
Cephalopholis fulva atinge até 40 centímetros de comprimento e possui corpo robusto e oblongo, com narinas pequenas. O focinho é significativamente mais longo que o olho, e o perfil entre os olhos varia de plano a levemente convexo. A parte posterior da mandíbula superior permanece exposta com a boca fechada, apresentando um botão ósseo no canto inferior posterior; a maioria dos dentes é móvel, incluindo pequenos caninos. O pré-opérculo é arredondado, finamente serrilhado, sem espinhos nem entalhes. Apresenta de 23 a 27 rastros branquiais. A nadadeira dorsal tem nove espinhos e 14 a 16 raios moles, com membranas profundamente entalhadas entre os espinhos. A nadadeira anal conta com três espinhos e nove raios moles. As nadadeiras peitoral, anal e dorsal são arredondadas; a peitoral possui de 17 a 19 raios. A base da caudal é delgada, com altura inferior à metade da altura do corpo, e a nadadeira caudal é convexa, com cantos angulares. As escamas do flanco são ásperas, com 46 a 54 escamas na linha lateral.
A espécie apresenta três fases distintas de coloração. Na Fase I, típica de águas profundas, a coloração é vermelha ou marrom escura, com pequenas manchas azul-claras cobrindo cabeça e corpo. A Fase II, marrom-alaranjada, ocorre em águas rasas e exibe padrão semelhante. A Fase III é bicolor: a metade superior do corpo é escura e a inferior abruptamente pálida (em águas rasas) ou amarela (em águas rasas e profundas); nesta fase, as manchas azul-claras concentram-se na parte frontal da cabeça e corpo. Em todas as fases, há duas pequenas manchas pretas na base superior da cauda e duas na ponta da mandíbula inferior. Juvenis podem ser bicolores ou completamente dourados, apresentando uma mancha branca no centro do dorso, quatro manchas pretas no lábio inferior e duas manchas brancas na base superior da cauda.

## Distribuição e habitat
Cephalopholis fulva está presente na América do Norte (Estados Unidos (Carolina do Sul) e México), América Central (Belize, Costa Rica, Guatemala, Honduras, Nicarágua, Panamá e Porto Rico), Caribe (Anguila, Antígua e Barbuda, Aruba, Baamas, Barbados, Bermudas, Bonaire, Santo Eustáquio, Sabá, Ilhas Caimã, Cuba, Curaçau, Domínica, República Dominicana, Granada, Guadalupe, Haiti, Jamaica, Martinica, Monserrate, São Bartolomeu, São Cristóvão e Neves, Santa Lúcia, São Martinho (francês), São Vicente e Granadinas, São Martinho (neerlandês), Trindade e Tobago, Ilhas Turcas e Caicos, Ilhas Virgens Britânicas e Ilhas Virgens Americanas), América do Sul (Brasil, Colômbia, Guiana, Guiana Francesa, Suriname e Venezuela). No Brasil, há registros nos estados de Alagoas, Amapá, Bahia, Ceará, Espírito Santo (Trindade e Martim Vaz), Maranhão, Paraná, Paraíba, Pará, Pernambuco (Fernando de Noronha e São Pedro e São Paulo), Piauí, Rio Grande do Norte (Atol das Rocas), Rio de Janeiro, Santa Catarina, Sergipe e São Paulo. Habita diversos substratos, incluindo rochas, recifes e áreas associadas a recifes, que abrangem tanto a coluna d’água quanto fundos macios. Também pode ser encontrado em corais e recifes formados por rocha, coral ou ostra. Sua ocorrência se estende por profundidades que variam de um a 70 metros.

## Ecologia
Os juvenis de Cephalopholis fulva são encontrados principalmente em habitats rasos, como ervas marinhas, recifes, cascalho e rochas, e também utilizam áreas fora dos recifes, buscando abrigo em estruturas vizinhas quando perturbados por observadores. Apresentam coloração amarela com manchas pretas dispersas e olhos alaranjados, assemelhando-se a Chromis multilineata, o que lhes permite empregar "mimetismo agressivo" para caçar peixes insuspeitos em seus cardumes. Durante o dia, mudam para a forma bicolor para facilitar a ocultação, escondendo-se em fendas ou cavernas. À medida que se desenvolvem, os juvenis migram para áreas mais profundas, imitando o comportamento de peixes donzela, inclusive dobrando as nadadeiras, o que lhes possibilita alimentar-se dentro dos cardumes desses modelos.

### Reprodução

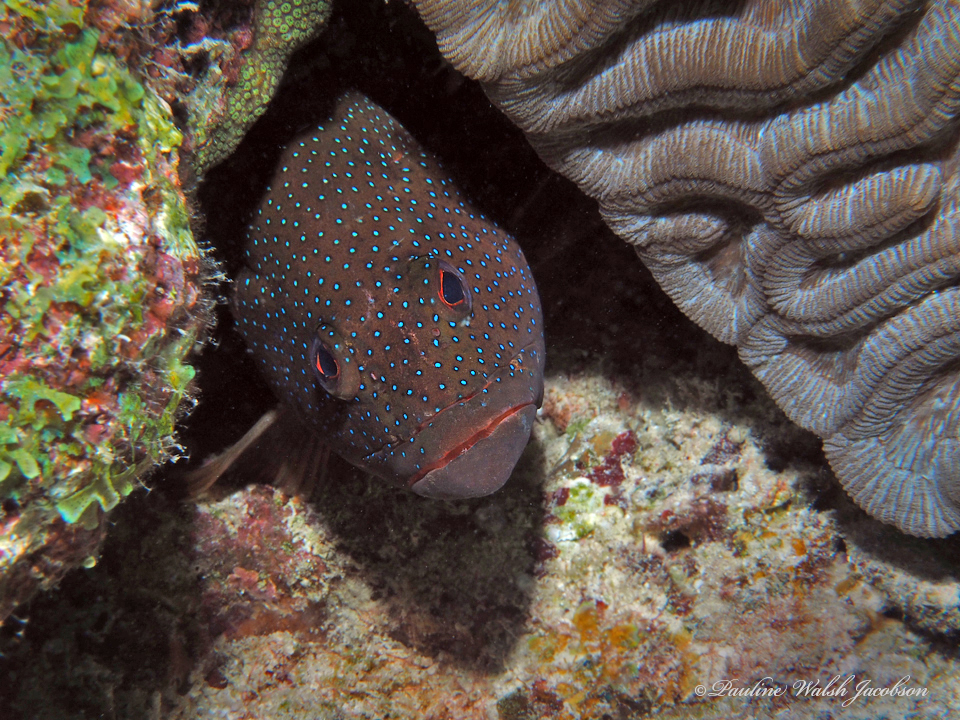
Indivíduo avistado nas proximidades de Bonaire, Santo Eustáquio e Saba

Cephalopholis fulva é hermafrodita protogínica, com fêmeas atingindo a maturidade sexual a partir de 18 centímetros de comprimento total (CT), e a transição para macho ocorrendo a partir dos 20 centímetros no nordeste do Brasil. Os machos são territoriais e formam haréns, desovando diariamente com diferentes fêmeas. A desova, de natureza pelágica, ocorre pouco antes do pôr do sol e pode se repetir por vários dias consecutivos. As larvas apresentam longo período de dispersão, favorecendo ampla distribuição geográfica. A fecundidade varia de 150 a 282 mil ovos por fêmea, com ovos de 0,95 mm de diâmetro e um único glóbulo lipídico. Embora ovários maduros sejam observados entre novembro e março ao largo da costa oeste de Porto Rico, a desova se concentra em torno da fase de quadratura e da lua nova, especialmente em janeiro e fevereiro. Em algumas regiões, o período reprodutivo pode ser mais extenso. Na costa nordeste do Brasil, o pico de reprodução ocorre entre agosto e outubro, no final do inverno e início da primavera. Na costa central do país, os indivíduos apresentam comprimentos entre 17,2 e 42,8 centímetros (CT) e idade máxima de 25 anos, superior ao registrado anteriormente para a espécie. Embora o exemplar mais velho tenha sido capturado na plataforma continental, a maioria dos indivíduos mais longevos foi registrada em bancos submarinos, sugerindo menor pressão de pesca nessas áreas. Nessas condições, os tamanhos e idades observados refletem o grau de exploração, e os estoques na costa central encontram-se completamente explotados. No Atlântico Ocidental Norte, a idade máxima registrada foi de 11 anos e o comprimento máximo de 39,7 centímetros.

### Alimentação
Cephalopholis fulva é uma predadora diurna do tipo emboscada, que pode perambular próxima ao fundo ou seguir moreias e enguias para capturar presas afugentadas, bem como acompanhar peixes escavadores que revolvem o substrato. Alimenta-se principalmente de pequenos peixes, como Cantherhines pullus e Monacanthus tuckeri, além de crustáceos e anelídeos. Também há registros de predação sobre filhotes de tartaruga-verde (Chelonia mydas) em períodos sazonais. Com um nível trófico estimado em 4,1 ± 0,4, é considerada um predador de topo.

## Conservação
A Lista Vermelha da União Internacional para a Conservação da Natureza (UICN) classifica Cephalopholis fulva como pouco preocupante (LC). Tem ampla distribuição, habita recifes rochosos e de corais, podendo ser localmente comum. É capturada em pescarias em grande parte de sua área de ocorrência. A sobrepesca representa uma ameaça significativa em áreas localizadas com intensa atividade pesqueira em recifes, embora, até o momento, não haja evidências de que isso esteja causando declínios populacionais em nível global. Em 2018, foi igualmente classificada como pouco preocupante (LC) no Livro Vermelho da Fauna Brasileira Ameaçada de Extinção do Instituto Chico Mendes de Conservação da Biodiversidade (ICMBio).
Em sua área de distribuição no Brasil, Cephalopholis fulva está presente em várias áreas de conservação:
Reserva Biológica (Rebio)
- Atol das Rocas
- Arvoredo

Reserva Extrativista (Resex)
- Corumbau
- Prainha do Canto Verde

Área de Proteção Ambiental (APA)
- Litoral Centro
- Litoral Norte
- Baía de Camamu
- Baía de Todos os Santos
- Reentrâncias Maranhenses
- Plataforma Continental do Litoral Norte
- Costa das Algas
- Costa dos Corais

Parque Estadual (PE)
- Laje de Santos
- Parcel de Manuel Luís

Parque Nacional (PARNA)
- Ilhas dos Currais
- Fernando de Noronha
- Abrolhos

Monumento Natural (MONA)
- Arquipélago das Ilhas Cagarras
- Ilhas de Trindade e Martim Vaz e do Monte Columbia

Outros
- Estação Veracel
- Estação Ecológica Tupinambás (ESEC Tupinambás)

### Ameaças

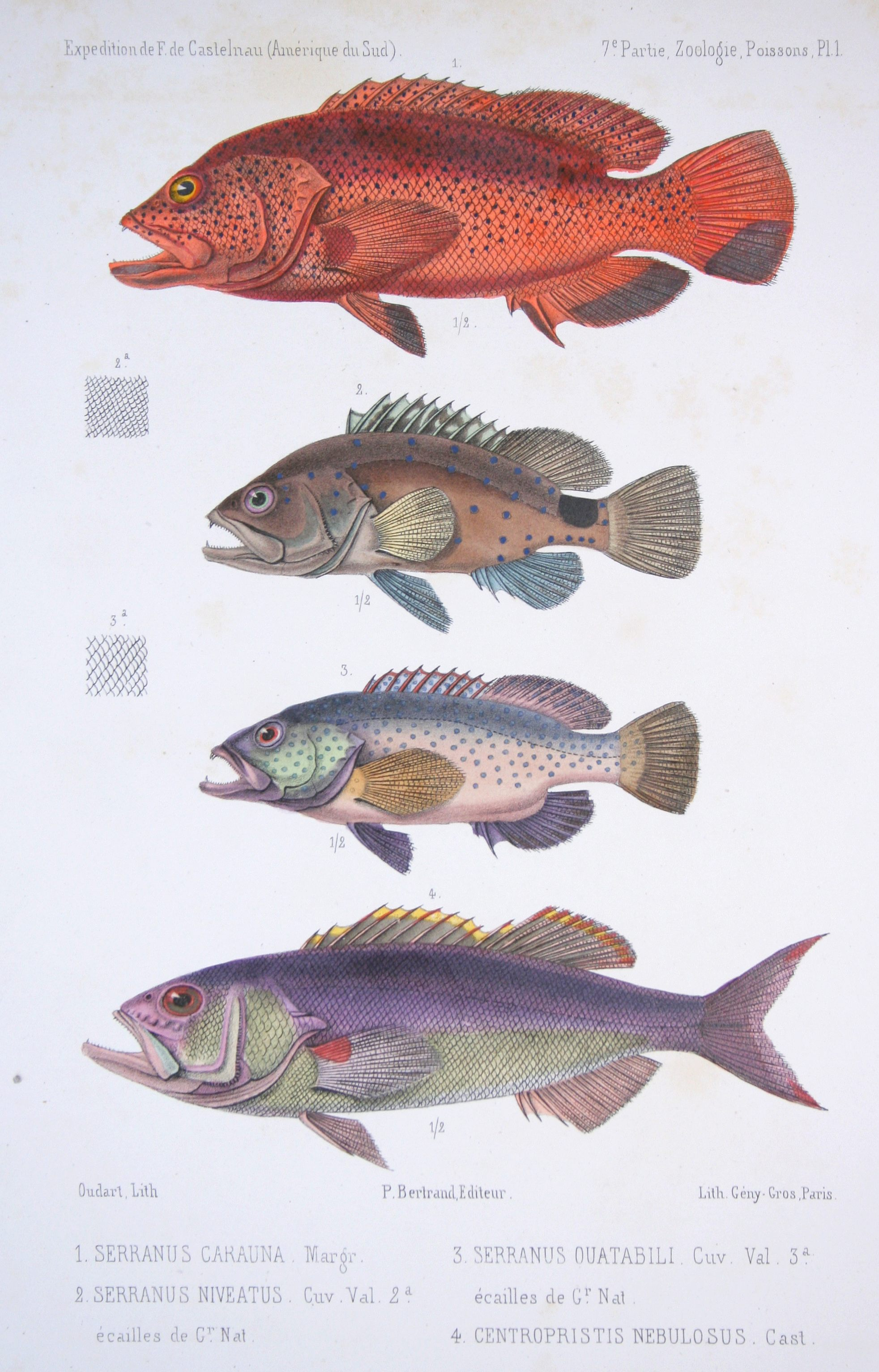
Ilustrações de Francis de Laporte de Castelnau de 1856 (Cephalopholis fulva é a primeira)

A principal ameaça a Cephalopholis fulva atualmente é a pesca. Declínios populacionais foram bem documentados em diversos pontos da costa brasileira, com indícios de sobreexplotação refletidos na redução do tamanho dos exemplares capturados em algumas regiões. A diminuição de estoques de espécies maiores observada nas últimas décadas impulsionou a demanda e o desenvolvimento de mercados voltados a peixes menores, como Cephalopholis fulva. Um exemplo significativo foi o colapso da pesca na região de Abrolhos-Vitória (17°–18°S) na década de 1980, que levou pescadores a buscarem novos recursos. Assim, consolidou-se um mercado baseado em técnicas de congelamento rápido, direcionado a espécies pequenas, como Cephalopholis fulva e Lutjanus chrysurus, além de outros lutjanídeos e epinefelídeos.
Cephalopholis fulva é intensamente capturada no litoral Norte e Sul de Pernambuco e em outras áreas do Nordeste, onde é relativamente comum. As principais artes são covos (armadilhas) no litoral Norte e pesca com linha (caíco) no litoral Sul. A captura em armadilhas não é seletiva, incluindo a espécie como acompanhante de peixes recifais de vários tamanhos, conforme o tipo de rocha coralínea no fundo onde as armadilhas são instaladas. Na triagem, Cephalopholis fulva é agrupada com biquaras e sapurunas (espécies de hemulídeos como Haemulon plumieri, Haemulon steindachneri e Haemulon aurolineatum), além dos saramunetes (Pseudopeneus maculatus). Os tamanhos capturados variam de 9 a 32 centímetros, sendo que os maiores (>20 centímetros) são frequentemente exportados junto com o saramunete. A espécie também é explorada no mercado de aquariofilia, especialmente os juvenis de coloração amarela.
Embora grande parte dos pescadores a considere peixe de segunda categoria, relatos indicam que exemplares maiores vêm ganhando valor e são tratados como produto de primeira qualidade para exportação. No litoral sul de Pernambuco, ainda é vista como peixe de segunda e vendida em feiras populares. De acordo com Souza (2015), foram encontrados 1.386 parasitas de 18 gêneros de nematoides zoonóticos em Cephalopholis fulva. A alta prevalência da família dos anisaquídeos (Anisakidae) é preocupante para a saúde pública, já que esses parasitas são potencialmente zoonóticos e há escassez de dados sobre sua ocorrência e outros parasitas que podem afetar a saúde humana. Além disso, a espécie é comumente usada como isca viva na pesca comercial do Nordeste para capturar peixes maiores, como Mycteroperca bonaci, e é tradicionalmente consumida por pescadores e suas famílias. No mercado de aquariofilia, são valorizados os juvenis de coloração amarela.

### Genética
Freitas, Araújo & Solé-Cava (2003), utilizando isoenzimas e eletroforese, analisaram amostras de populações de Cephalopholis fulva do Atol das Rocas e da costa nordeste do Brasil, não encontrando diferenças genéticas, o que indica a existência de fluxo gênico entre essas regiões. De acordo com Simon (2014), as populações ao longo da Cadeia Vitória-Trindade apresentam boa conectividade genética, embora haja sinais de interdependência entre as populações dos montes submarinos. Diante disso, o autor recomenda a implementação de medidas de gestão para garantir a manutenção da conectividade genética na área.

### População
Cephalopholis fulva pode ser comum mesmo em áreas de pesca intensiva, como no Atlântico Ocidental e na ilha da Trindade, no Brasil. No Caribe, é capturada em pescarias rasas mistas, com declínio registrado na década de 1980 após o aumento do esforço com armadilhas. Pode representar um recurso importante nas Índias Ocidentais. Ao largo das Bermudas, os desembarques foram estáveis entre 1975 e 1985, dobrando em 1986; entre 1990 e 2001, houve redução nas classes de tamanho, sugerindo impacto da pesca, apesar da resiliência da população. Em Santa Lúcia, os desembarques totalizaram 4,6 toneladas em 2005. Na ilha de Navassa, anteriormente comum, tornou-se rara em 2002, possivelmente devido à sobrepesca. Em Porto Rico, entre 2007 e 2011, os desembarques variaram entre cerca de 700 e 1 200 quilos por ano.
No golfo do México, a espécie é comum, mas raramente visada por seu pequeno porte. Em Cuba, levantamento entre 1988 e 2000 apontou declínio possivelmente ligado ao branqueamento de corais. No Brasil, é rara no arquipélago de São Pedro e São Paulo, mas muito comum em Fernando de Noronha. Estudos genéticos revelam conectividade entre o Atol das Rocas e a costa do Nordeste, com fluxo gênico abrangendo ilhas oceânicas e o continente. É o epinefelídeo mais abundante nos recifes brasileiros, especialmente em áreas protegidas. Apresenta densidades mais elevadas em ilhas oceânicas, variando ao longo da costa. Está ausente dos recifes rasos em Abrolhos, mas presente em áreas profundas. Na Bahia, registram-se densidades médias elevadas; no Espírito Santo, valores moderados; e na ilha da Trindade, densidades altas e frequência acima de 95%. Em Fernando de Noronha, é mais abundante em áreas de exclusão do que nas de uso recreativo.
É relativamente comum na pesca de linha entre o Cabo São Tomé e Salvador e em toda a costa nordestina, sendo o epinefelídeo mais frequente nas capturas artesanais. Representa parcela relevante das capturas, embora subestimada devido ao uso como isca viva ou consumo não registrado. Nos anos 1990, foi amplamente usada como isca viva, mas hoje é mantida para consumo próprio. Também aparece como captura acidental na pesca da lagosta. Após o colapso da pesca em Abrolhos-Vitória, houve maior direcionamento para epinefelídeos menores, como esta espécie, com capturas superiores às estimadas oficialmente. A superexploração está relacionada à mudança no foco da pesca, antes voltada a garoupas maiores. No Espírito Santo, os desembarques em 2011–2012 somaram cerca de 42 toneladas, com pico entre outubro e novembro. A pesca é feita, sobretudo, com linha de mão e espinhel de fundo.
Cephalopholis fulva são solitárias e territoriais, principalmente os machos. A densidade média registrada é de 29 indivíduos por 100 metros quadrados, com biomassa de 13 quilos nesse mesmo espaço. Nas Bermudas, a idade máxima observada foi de 28 anos, enquanto no sul dos Estados Unidos foi de 11 anos. As fêmeas vivem, em média, 22 anos, e os machos podem alcançar até 28 anos. A taxa de mortalidade natural estimada para a espécie é de 0,18 por ano.
A espécie está presente ao longo de quase toda a costa brasileira, sendo mais comum no Nordeste e mais frequente em áreas com restrição de pesca. É abundante na pesca de linha, sobretudo entre Cabo São Tomé e Salvador, aparecendo junto a espécies de lutjanídeos (Lutjanidae). Dados indicam que responde por cerca de 2,4% da abundância total e ocorre em 15% das capturas artesanais. Censos visuais no Nordeste indicam densidades baixas em recifes rasos, sendo mais comum em áreas profundas do banco dos Abrolhos. No arquipélago de São Pedro e São Paulo, é rara, provavelmente vinda de Fernando de Noronha. Observa-se redução no tamanho dos indivíduos nas áreas costeiras, com predominância de peixes maiores em recifes profundos. Na Área de Preservação Ambiental da Costa dos Corais, densidades são mais altas em águas profundas, sugerindo extirpação progressiva em recifes rasos. No sul do banco dos Abrolhos, houve redução de cerca de 80% na biomassa capturada. A espécie apresenta taxas de mortalidade semelhantes às de grandes epinefelídeos, o que a torna vulnerável à pesca. Declínios expressivos foram documentados em Maracajaú, sul da Bahia, Espírito Santo e ilha da Trindade. Apesar disso, sua ampla distribuição e persistência em alguns locais sugerem que o declínio total não ultrapassa 30%, embora esteja próximo desse valor.
No Espírito Santo, capturas oficiais entre 2005 e 2006 somaram cerca de 400 toneladas, mas estimativas indicam volumes reais muito superiores. A captura por unidade de esforço é mais elevada em regiões como Vitória-Trindade e banco dos Abrolhos, em comparação à plataforma continental, devido à menor pressão pesqueira. Os estoques aparentam sobrexploração, especialmente na costa central do país, onde a valorização comercial da espécie e o declínio de espécies maiores aumentaram a pressão. Quedas acentuadas na abundância e biomassa foram observadas nas ilhas do Espírito Santo. No Rio Grande do Norte, censos registram densidades muito baixas e reduções de até 40% em certos locais. Na ilha da Trindade, entre 2007 e 2013, a biomassa média caiu 72%, acompanhada por redução na captura recreativa. Dados recentes indicam continuidade dessa tendência. A falta de monitoramento da pesca industrial dificulta a avaliação precisa, mas acredita-se que contribua para as reduções observadas.